# Meziměstí
Meziměstí (niem. Halbstadt) – miasto w Czechach, w kraju hradeckim, w okresie (powiecie) Náchod. Według danych z 31 grudnia 2016 powierzchnia miasta wynosiła 2571 ha, a liczba jego mieszkańców 2456 osób.
Leży w północno-zachodniej części Kotliny Broumovskiej, w Sudetach Środkowych, nad rzeką Ścinawką (cz. Stěnava) w cyplu broumowskim.
Pierwszy raz o mieście wzmiankowano w roku 1408. Nazwa miejscowości (niem. Halbstadt) znaczy „w połowie drogi” między Broumovem a Mieroszowem.
W miejscowości znajdowała się filia obozu koncentracyjnego Groß-Rosen.
Do 21 grudnia 2007 roku funkcjonowało kolejowe przejście graniczne Meziměstí – Mieroszów, a 2 km od miasta drogowe przejście graniczne Starostín – Golińsk.

## Zabytki
- Zamek w Meziměstí, wybudowany jako twierdza w 1434, zrekonstruowany w latach 70. XX w.[5]
- Dworzec kolejowy w Meziměstí[5]
- Fabryka Josefa Walzela w Meziměstí

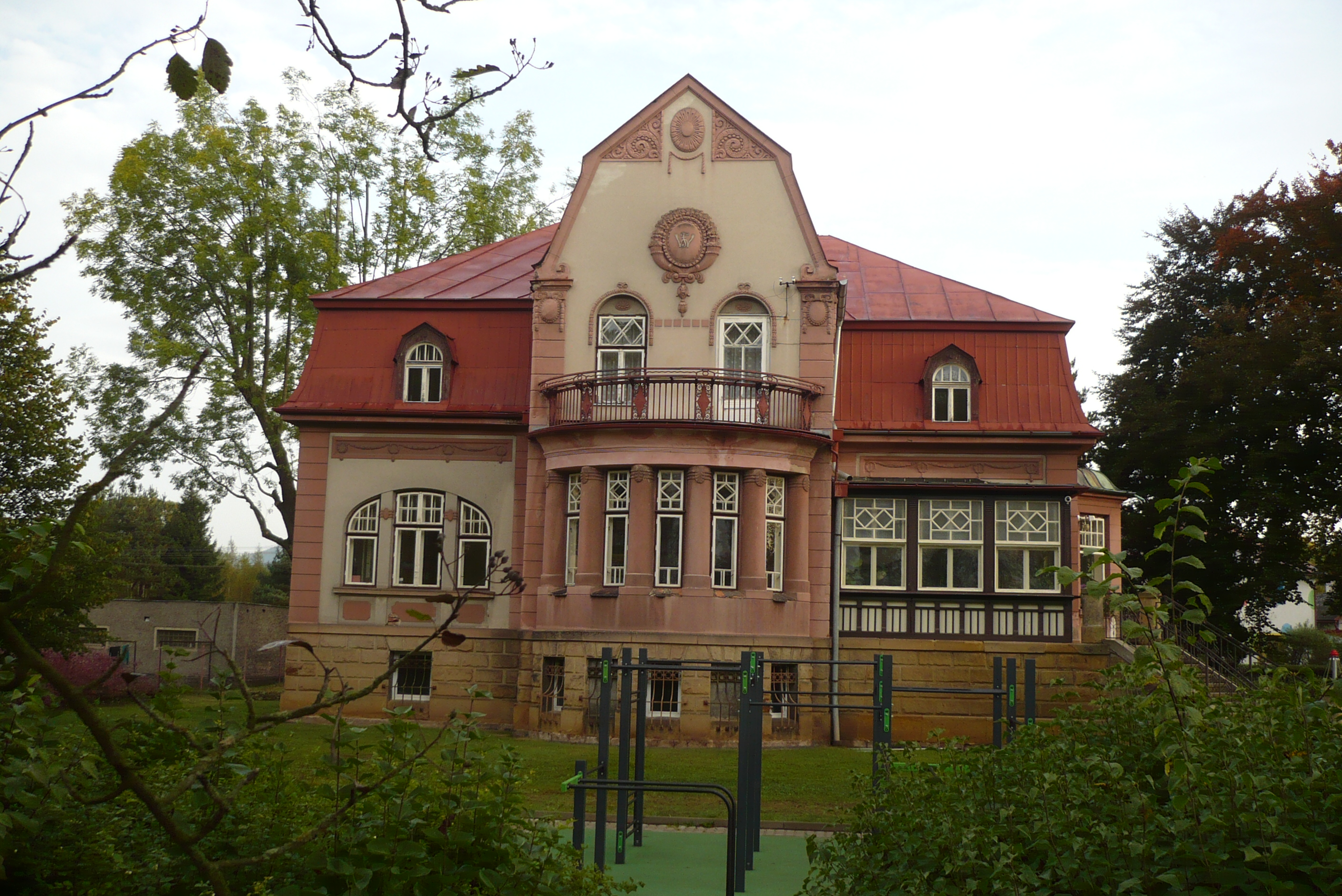
Willa Walzelów
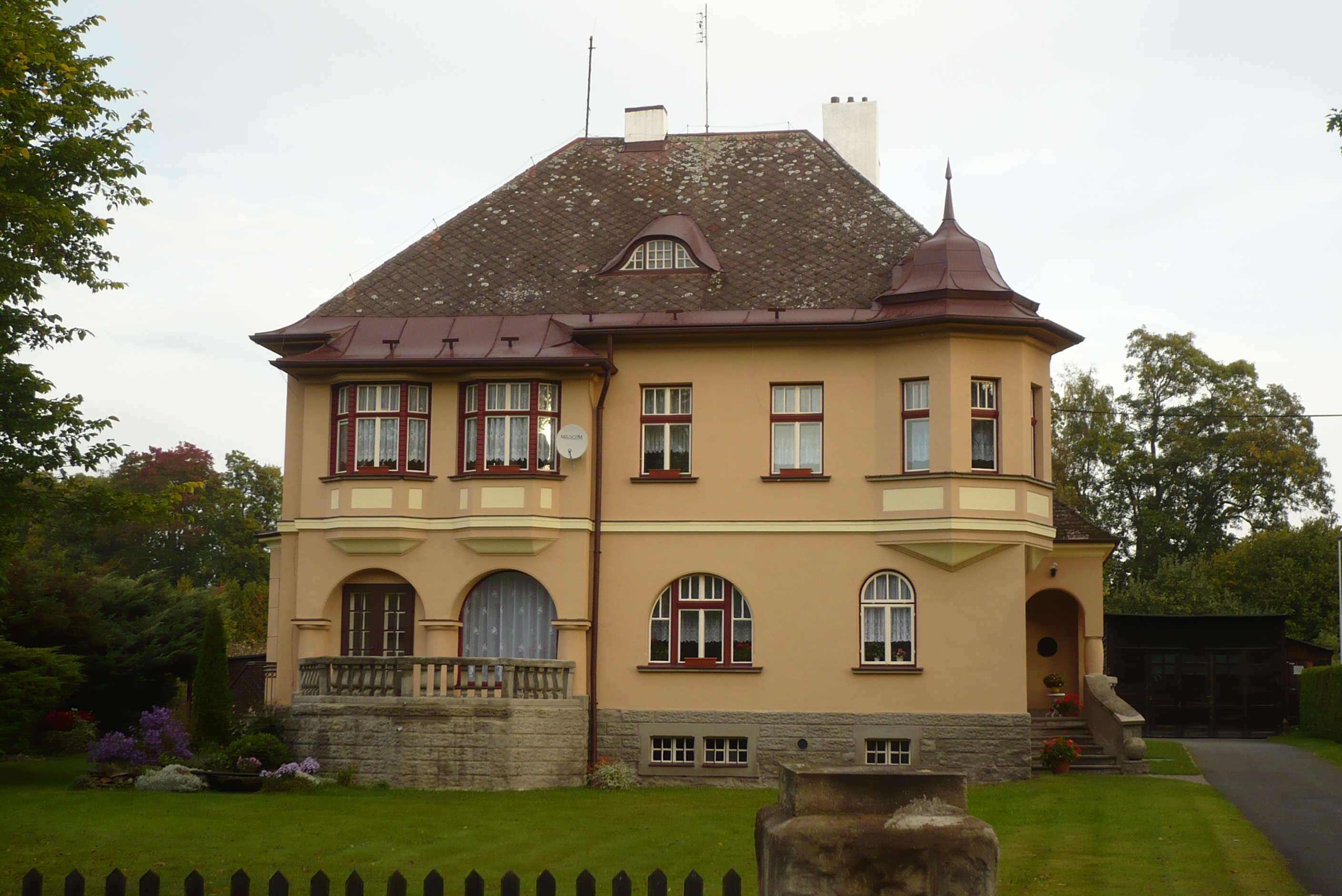
Dom
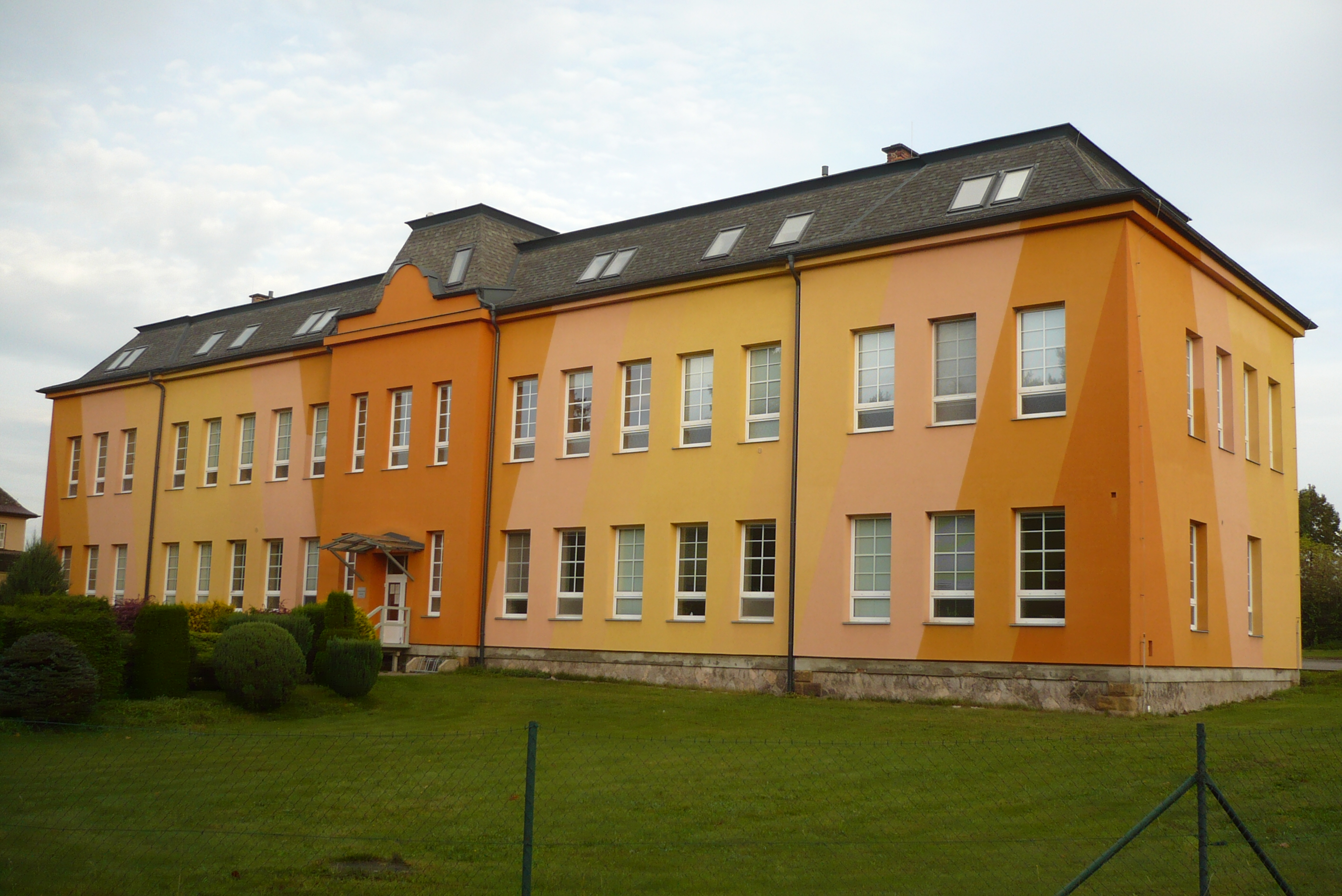
Przychodnia
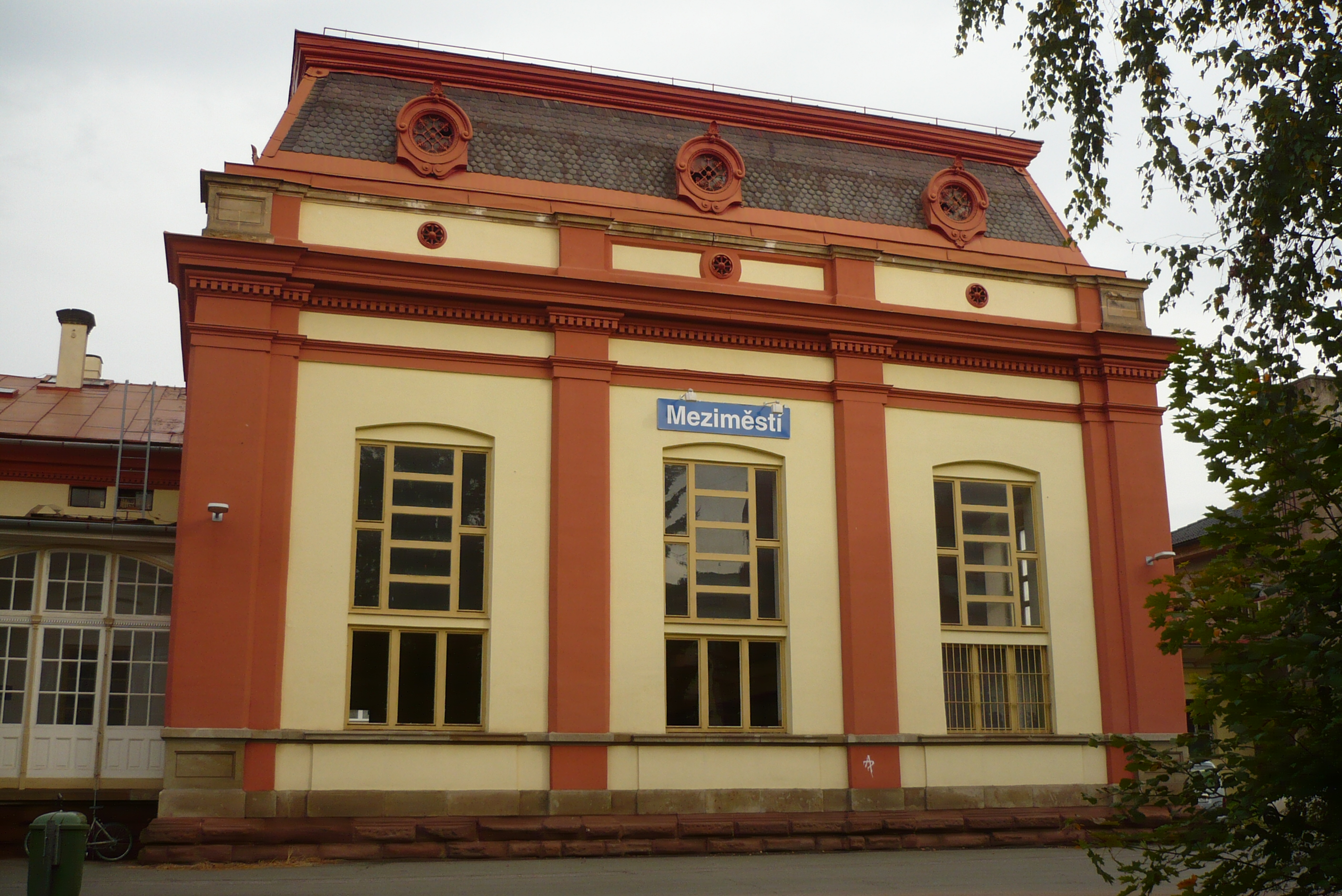
Dworzec kolejowy

## Transport
Od 1 kwietnia 2017 miasto jest połączone z Wałbrzychem codziennymi kursami linii nr „15” wałbrzyskiej komunikacji miejskiej.
W Meziměstí znajduje się czynna stacja kolejowa, w której gmachu znajduje się również teatr.
Sezonowo Koleje Dolnośląskie prowadzą weekendowe połączenia turystyczne z Wrocławia i Wałbrzycha do Meziměstí i Adršpachu – 4 pary połączeń dziennie w soboty, niedziele i święta.